# Seleniolycus
Seleniolycus es un género de peces de la familia de los Zoarcidae en el orden de los Perciformes

## Especies
- - Seleniolycus laevifasciatus   Torno, Tomo & Marschoff, 1977
  - Seleniolycus pectoralis  Møller & Stewart, 2006
  - Seleniolycus robertsi  Møller & Stewart, 2006